# Teodora de Alejandría
Teodora de Alejandría (Griego: Θεοδώρα Άλεξανδρείας) fue una santa y mártir que vivió durante el siglo V en Alejandría, en el Egipto romano-oriental o bizantino, durante el reinado del Emperador Zenón. El hagiógrafo Sabine Baring-Gould afirma que la historia de Teodora podría haber sido embellecida y que su biografía probablemente se armó a partir de las vidas de otros santos, como Marina el Monje, otra santa bizantina del siglo V que también vivió como hombre entre monjes, fue acusada de lo mismo que Teodora y fue reivindicada después de su muerte.
Según una fuente, Teodora estaba "adornada con belleza física y estaba dedicada a su piadoso esposo", pero cometió el error de traicionarlo. Según la leyenda, su esposo era Gregorio (o Pafnucio), prefecto de Egipto y "un hombre devoto y respetable", a quien dejó "por remordimiento del adulterio que cometió con otro hombre" y "para hacer penitencia por un pecado que había cometido", para que su esposo no la encontrara. Se vistió como hombre, se llamó "Teodoro" y, disfrazándose de eunuco, vivió el resto de su vida como monje en un monasterio en la Tebaida. Practicó el ascetismo, realizó tareas humildes y oró fervientemente para ser perdonada por Dios y restaurada a la castidad.

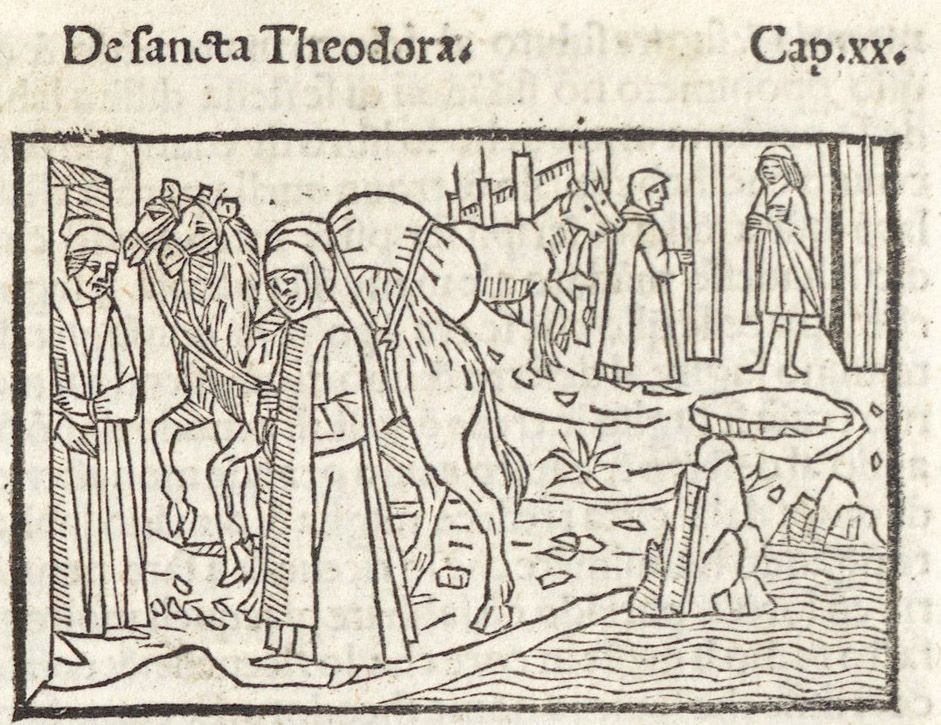
Teodora de Alejandría en la Leyenda Dorada (1497)

Después de dos años, alguien acusó a "Teodoro" de haber engendrado un hijo con una mujer de una aldea cercana; en lugar de defenderse y revelar su identidad, aceptó ser expulsada del monasterio durante siete años y, en una situación de "extrema pobreza", crio al niño como propio. Continuó su vida ascética y siguió criando al niño hasta su muerte. Su identidad como mujer no fue descubierta y la calumnia contra ella no se reveló hasta después de su fallecimiento. Envió a buscar a su esposo cuando se dio cuenta de que estaba muriendo, pero él no llegó hasta después de su muerte; su esposo asistió a su funeral, distribuyó sus posesiones entre los pobres y se trasladó al monasterio.
Una imagen rara de Teodora en el arte occidental es una estampa de Bernardino Capitelli, realizada en 1627 para Teodora Costa dal Pozzo, que muestra a la santa disfrazada de monje y cuidando al niño que se le acusó de haber engendrado (Viena: Graphische Sammlung Albertina).
Teodora es honrada con una fiesta menor (junto con Sara del Desierto y Sinclética de Alejandría) en el calendario litúrgico de la Iglesia Episcopal en los Estados Unidos de América el 5 de enero y el 11 de septiembre en la arquidiócesis Ortodoxa Griega de América.